# Charge effective de Born
La notion de charge effective de Born est utilisée en physique du solide, plus précisément dans l'étude des matériaux diélectriques. Elle doit son nom au physicien Max Born.
Un cristal ionique, dans sa représentation la plus simple, peut être décrit comme un arrangement périodique de charges ponctuelles. Dans ce modèle simplifié, le déplacement d'un ion hors de sa position d'équilibre provoque une variation de polarisation simplement égale à la charge de l'ion multipliée par le déplacement. Pour un calcul plus réaliste, on définit la charge effective de Born comme la variation de polarisation dans une direction {\displaystyle \alpha } provoquée par un déplacement d'un ion dans une direction {\displaystyle \beta }. La charge effective de Born est donc un tenseur d'ordre 2 représenté dans un système de coordonnées donné par une matrice 3×3. Dans la pratique, elle peut se calculer par des méthodes ab initio ou par des modèles atomistiques.
Formellement, cette définition peut s'écrire :
{\displaystyle Z_{ij}^{*}={\frac {\Omega }{e}}{\frac {\delta P_{i}}{\delta d_{j}}}}
où {\displaystyle \Omega } est le volume de la maille élémentaire du cristal, {\displaystyle e} la charge élémentaire de l'électron, et {\displaystyle P_{i}} et {\displaystyle d_{j}} les composantes suivant la direction {\displaystyle i} de la polarisation et du déplacement de l'ion considéré.
Il existe une définition alternative et équivalente selon laquelle la charge de Born se calcule comme la variation de force induite sur un ion par un petit champ électrique uniforme :
{\displaystyle Z_{ij}^{*}=-e{\frac {\delta F_{i}}{\delta E_{j}}}}
Dans le cas général, la charge de Born sera différente de la charge formelle de l'ion, particulièrement dans les matériaux ferroélectriques. Par exemple, pour le ferroélectrique classique PbTiO3, pour lequel les ions Pb, Ti et O portent formellement des charges +2, +4 et -2, les charges de Born au voisinage de la transition ferroélectrique sont +3,9 pour Pb, 7,1 pour Ti et -5,8 pour O. 